# Myrmeleon texanus
Myrmeleon texanus är en insektsart som beskrevs av Banks 1900. Myrmeleon texanus ingår i släktet Myrmeleon och familjen myrlejonsländor. Inga underarter finns listade i Catalogue of Life.